# Mijlstraat

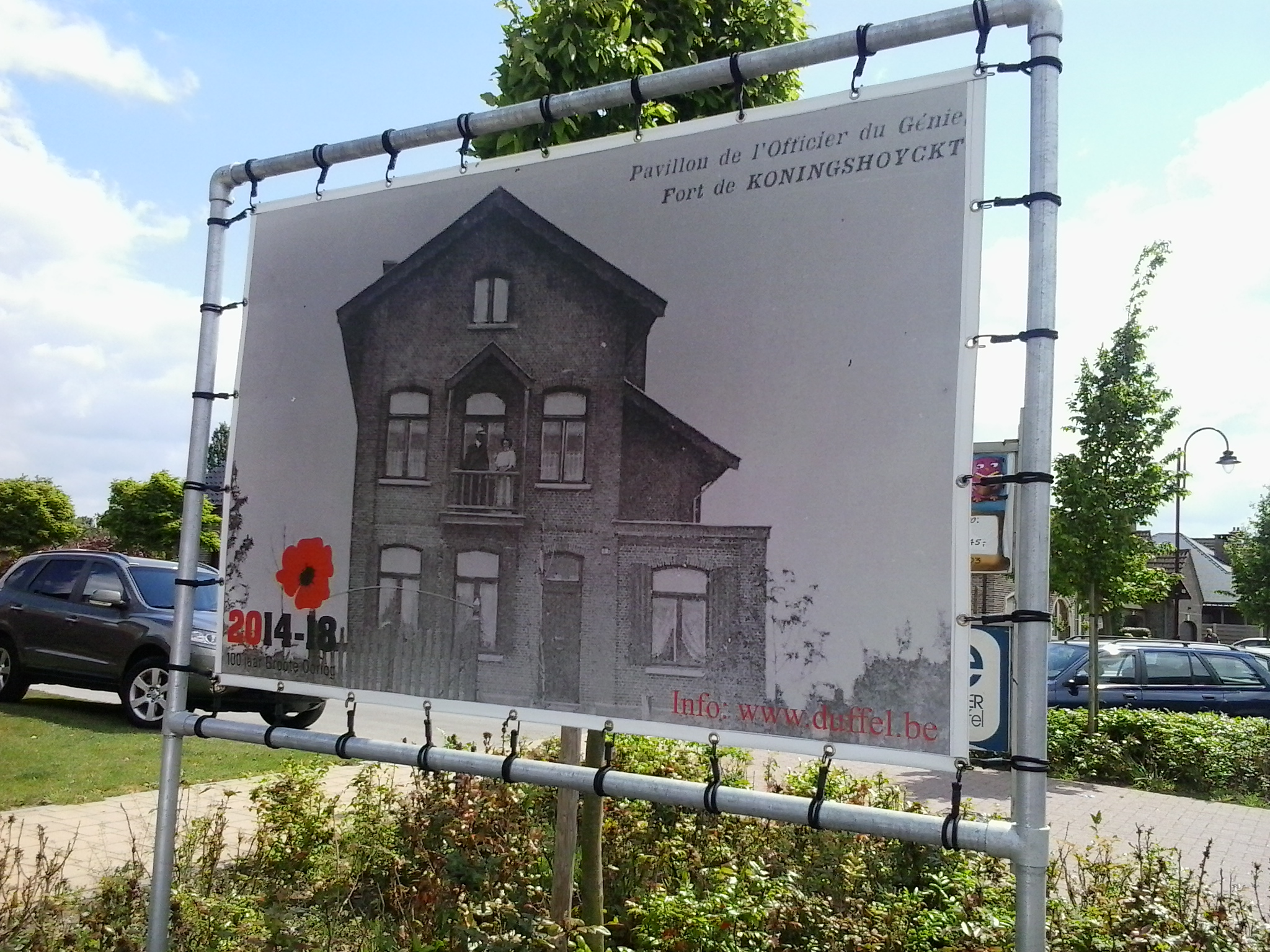
Het zogenaamde kasteeltje van de Mijlstraat. Het was de woning van kapitein Badoux van het fort van Koningshooikt. Na 1927 was het de woning van hoofdonderwijzer Frans Andries.

Mijlstraat is een gehucht in de gemeente Duffel in de Belgische provincie Antwerpen.

## Geschiedenis
Omstreeks 1850 stonden hier enkele boerderijen en werd er voornamelijk vlas geteeld. Er waren twee kleine kernen: Itterbeek in het noorden en Klapdorp in het zuiden.
In 1842 werd hier een windmolen gebouwd die uit Heffen afkomstig was: de Slijkmolen. Deze werd in 1909, ten gevolge van een windhoos, verwoest. In 1870 en 1879 werden scholen in het gehucht gesticht: een gemeentelijke en een katholieke school namelijk. In 1878 werd de Mijlstraat met kasseien verhard.
De Sint-Franciscus van Salesparochie werd in 1892 opgericht en een kerk werd gebouwd. Een kerkhof werd in 1899 ingericht.
Begin 20e eeuw werden vervolgens dorpswoningen gebouwd. Verder zijn er boerderijtjes en vanaf 1950 werden ook villa's in het gehucht, dat lintbebouwing kent, gebouwd.

## Nabijgelegen kernen
Koningshooikt, Lier, Putte, Duffel